# 연습연합항공총대
연습연합항공총대(일본어: 練習連合航空総隊 렌슈렌고코쿠소타이[*])는 일본 제국 해군 항공대의 연습 총대이다.

## 역사
1943년 12월 10일, 연습연합항공총대가 창설되었다. 제11,12,13,18연합항공대가 전속하였다.
1945년 2월 16일, 사령장관 마쓰나가 사다이치 중장은 우사 해군항공대에 110명의 특별공격대을 편성하도록 지시하였다.
모든 연습항공대를 전투작전부대로서 운용하기 위한 수속절차를 밣기 위해 군령부 제1부에서 준비를 하였다. 그에 따라 연습연합항공총대, 제18연습연합항공대가 1945년 3월 1일에 폐지되고, 제11, 12, 13연합항공대로 편성된 제10항공함대가 창설되었다.

## 부대

### 1944년 12월
- 제11연합항공대; 1943년 12월 10일 ~ 1945년 3월 1일, 제10항공함대로 전속
- 제12연합항공대; 1943년 12월 10일 ~ 1945년 3월 1일, 제10항공함대로 전속
  - 고치 해군항공대[5]
- 제13연합항공대; 1943년 12월 10일 ~ 1945년 3월 1일, 제10항공함대로 전속
- 제18연합항공대; 1943년 12월 1일 ~ 1945년 3월 1일, 폐지[6]
  - 제1사가미노 해군항공대
  - 제2사가미노 해군항공대
  - 제1고와 해군항공대
  - 제2고와 해군항공대
  - 제1고리야마 해군항공대
  - 제2오카자키 해군항공대
  - 가토리 해군항공대
  - 히토요시 해군항공대
  - 구시라 해군항공대
  - 제2이즈미 해군항공대

| - 아쓰기 해군항공대 - 제1원산 해군항공대 - 하카타 - 가이코 - 제2가노야 해군항공대 - 고마쓰시마 해군항공대 - 고노이케 해군항공대 - 마쓰시마 - 미야자키 - 나고야 - 오이 - 오이타 - 오무라 - San'a - Seitō - 산하이 해군항공대 - 산하이관 - 신주 - 대만 신주 - 스쿠모 - 스즈카 - 타이난 제2 - 다카오 제2 - 도쿠시마 - 도요하시 제2 - 쓰이키 제2 - 쓰쿠바 - 우사 - 야타베 | - 아마쿠사 - 후쿠야마 - 히메지 - 햐쿠리하라 - 이사하야 - 제1이와쿠니 - 이즈미 - 제1이즈미 - 진마치 - 간온지 - 가시마 - 기타우라 - 고비 - 고치 - 고쿠부 - 제2고리야마 - 고슈 - 제2고와 - 제2미호 - 미네야마 - 제3오카자키 - 오류 - 오쓰 - 부산 - 사이조 - 제2다카오 - 다쿠마 - 도쿄 - 제2쓰이키 - 야마토 | - 후지사와 - 히토요시 - 제2이즈미 - 제2가노야 - 가토리 - 고리야마 - 제1고리야마 - 고와 - 제1고와 - 구시라 - 오이하마 - 오카자키 - 제1오카자키 - 제2오카자키 - 사가미노 - 제1사가미노 - 제2사가미노 - 스노사키 - 제2타이난 - 다루미 - 다우라 | - 후쿠오카 해군항공대 - 제2이와쿠니 해군항공대 - 가고시마 해군항공대 - 가스미가우라 해군항공대 - 고후지 해군항공대 - 고마쓰 해군항공대 - 고야산 - 구리시키 해군항공대 - 마쓰야마 해군항공대 - 미에 해군항공대 - 미호 해군항공대 - 제1미호 해군항공대 - 제2미사와 - 나라 해군항공대 - 니시노미야 해군항공대 - 세토 해군항공대 - 시가 해군항공대 - 시미즈 해군항공대 - 다카라즈카 해군항공대 - 쓰치우라 해군항공대 - 우라도 해군항공대 - 우와지마 해군항공대 |

## 사령장관
| 계급 | 성명              | 취임일          | 이임일          | 겸임                                            |
| ---- | ----------------- | --------------- | --------------- | ----------------------------------------------- |
| 중장 | 도즈카 미치타로   | 1943년 2월 1일  | 5월 18일        |                                                 |
| 중장 | 하라 쥬이치       | 1943년 5월 18일 | 1944년 2월 19일 |                                                 |
| 중장 | 데라오카 겐페이   | 1944년 2월 19일 | 8월 7일         |                                                 |
| 중장 | 마쓰나가 사다이치 | 1944년 8월 7일  | 1945년 3월 1일  | 제27항공전대 (1944년 3월)/제11연합항공대 사령관 |

## 참고

### 인용
1. ↑  “筑波海軍航空隊記念館とは” (일본어). 筑波海軍航空隊記念館. 2020년 7월 27일에 확인함.
2. ↑  “第２次宇佐海軍航空隊跡保存整備計画書” (PDF) (일본어). 第２次宇佐海軍航空隊跡保存整備計画書宇佐市教育委員会. 1(4)쪽. 2020년 8월 5일에 확인함.
3. ↑  戦史叢書93 1976, 165쪽.
4. ↑  戦史叢書93 1976, 166쪽.
5. ↑  “高知海軍航空隊”. 《旧軍戦史雑想ノート》 (일본어). 2023년 7월 14일에 확인함.
6. ↑  “第一八連合航空隊【練習連合航空総隊】”. 《旧軍戦史雑想ノート》 (일본어). 2023년 7월 14일에 확인함.
7. ↑  “陸海軍事典”. 《日本の歴史学講座》 (일본어). 2020년 7월 27일에 확인함.
8. ↑  “植民地官僚経歴図: 松永貞市” (일본어). アジア歴史資料センター. 2020년 8월 5일에 확인함.

### 자료
- 吉松正博 (1976). 《大本営海軍部・聯合艦隊(7)戦争最終期》. 戦史叢書 (일본어) 93. 朝雲新聞社.